# Giles Nuttgens
Giles Nuttgens (1960) é um diretor de fotografia britânico, mais conhecido por seu trabalho no filme Hell or High Water. Venceu a premiação do Festival de Cinema de Sundance na categoria de melhor cinematografia.

## Filmografia
- Keep the Aspidistra Flying
- Battlefield Earth
- The Deep End
- Young Adam
- Bee Season
- The Good Night
- Hallam Foe
- Heaven on Earth
- The Loss of a Teardrop Diamond
- Saint John of Las Vegas
- Perfect Sense
- Midnight's Children
- The Fundamentals of Caring
- Hell or High Water